# Овандер, Эдуард Эдуардович
Эдуард Эдуардович фон Овандер (1832—1895) — генерал-лейтенант русской императорской армии.

## Биография
Родился в Риге 18 (30) апреля 1832 года в семье Эдуарда Яковлевича фон Овандера (24.06.1792—14.12.1873); мать — Александра Петровна, урождённая фон Беренс (1808—1862). Был крещён 26 мая 1832 года.
В офицерском чине с 13 августа 1852 года; с 30 августа 1875 года — генерал-майор Свиты. В 1861—1863 годах был командиром 3 батальона 1-й лейб-гвардии артиллерийской бригады, с 1865 по 1871 годы был на той же должности во 2-й гвардейской артиллерийской бригаде, с 17 марта 1873 года — командир лейб-гвардии 1-й артиллерийской бригады, с которой был на Балканах в русско-турецкую войну 1877—1878 годов. С 6 августа 1874 года — флигель-адъютант, с 1885 года — генерал-лейтенант.
Был награждён орденами Св. Анны 2-й степени (1869; императорская корона к ордену в 1873), Св. Владимира 3-й степени с мечами (1878), Св. Станислава 1-й степени (1881), а также золотой саблей с надписью «За храбрость» (1878). Кроме российских имел иностранные ордена: прусский орден Красного орла 2-й степени (1873), австрийский орден Железной короны 2-й степени (1874) и шведский орден Св. Олафа (командор 2-й ст.) (1875).
Умер 13 марта 1895 года в Каннах.
Был женат с 25 сентября 1865 года на Софии-Эмилии (Софья Эдуардовна) Болин (05.02.1846 — март 1920), дочь известного ювелира Карла-Эдуарда Боли́на (1805—1864). Их дети:
- Эдуард (1868—1920)
- Александр (1876—1942)
- Мария-Эрнестина (1866—1867)
- София (1874—1941), в замужестве Кибер[3]
- Эмилия (?—?)